# Mrs. Patrick Campbell
Patrick Campbell, de naixement Beatrice Stella Tanner (9 de febrer de 1865, Londres - 9 d'abril de 1940, Pau) va ser una actriu britànica. Filla de John Tanner i Maria Luigia Giovanna (filla, al seu torn, del comte Angelo Romanini de Brescia). Va estudiar a la Guildhall School of Music and Drama.

## Matrimonis
Del seu primer matrimoni amb Patrick Campbell, de qui pren el nom pel qual se la coneix habitualment, va tenir dos fills, Alan Urquhart («Beo») i Stella. Campbell va morir el 1900 a la Segona Guerra Bóer.
Alan va morir a la Primera Guerra Mundial, i Stella es va casar amb un estatunidenc i es va traslladar a Chicago.
El 1914 l'actriu es va casar amb George Cornwallis-West, escriptor i soldat, que havia estat casat amb Jennie Jerome, mare de sir Winston Churchill. Malgrat aquest nou matrimoni, va seguir utilitzant el nom artístic de «Mrs Patrick Campbell».

## Carrera artística
Va fer el seu debut escènic a Liverpool el 1888 i a Londres el 1890 en el Teatre Adelphi, i es va fer famosa en interpretar el personatge de Paula a l'obra The Second Mrs Tanqueray, de Sir Arthur Wing Pinero, el 1893, en el St. James Theatre. També va interpretar papers importants a Fédora, de Victorien Sardou (1895), Little Eyolf (1896). Va encarnar el personatge de Julieta a Romeo i Julieta, l'Ofèlia de Hamlet, i lady Macbeth a Macbeth.
El 1914 es va convertir en la primera actriu que representava el paper d'Eliza Doolittle a Pigmalió, la famosa obra teatral que George Bernard Shaw havia escrit expressament per a ella. Va personificar l'Eliza Doolitle a Londres i a New York. L'actriu i l'autor van mantenir una llarga amistat, en la correspondència de la qual es basa l'obra teatral Benvolgut mentider.
A Amèrica també va interpretar The Whirlwind and The Bondman (1906), Hedda Gabler (1907), The Thunderbolt (1908), Lady Patricia (1911), Bella Donna (1911), i Electra (1932).
Campbell va aconseguir també gran èxit amb les obres Pelléas et Mélisande (que coprotagonitzà Sarah Bernhardt en el paper de Pelleas), de Maurice Maeterlinck, Espectres d'Henrik Ibsen i la tragèdia Electra, de Sófocles.
Va debutar a l'edat de 68 anys a la pantalla gran amb la pel·lícula Riptide, de 1933, amb Norma Shearer. Després va aparèixer en més films; la seva més recordada actuació va ser un petit paper a Crim i càstig, de Josef von Sternberg. No obstant això, la seva tendència a rebutjar papers que potser haurien revitalitzat la seva carrera en els últims anys va fer que el crític Alexander Woollcott declarés: «...era com un vaixell que naufraga disparant contra els que venen a rescatar-lo»
Així mateix, es va convertir en mestra de diàlegs, ensenyant als actors com passar del cinema mut al sonor.

## La relació amb George Bernard Shaw
Campbell i Shaw es van conèixer a la fi de la dècada de 1890. Shaw ja s'havia inspirat en ella per crear alguns dels seus personatges abans de la seva primera trobada el 1897, en la qual ell va intentar sense èxit convèncer-la que interpretés el paper de Judith Anderson en la primera producció de la seva obra El deixeble del diable. El 1912, quan van començar a negociar la producció de Pigmalió a Londres, Shaw i Campbell van desenvolupar un afecte que va acabar en un enamorament apassionat, encara que no consumat, entre tots dos, i en una llegendària correspondència. Va ser Campbell la que va trencar aquesta relació, encara que estava a punt de ser dirigida per ell a Pigmalió.

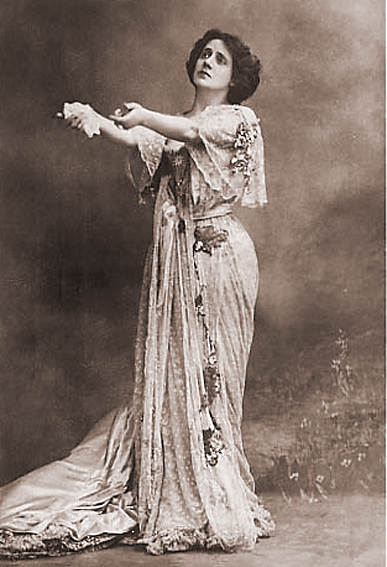

Malgrat aquesta ruptura i el seu posterior matrimoni amb George Cornwallis-West, van continuar sent amics, encara que Shaw mai va tornar a permetre que ella interpretés cap dels papers que li havia inspirat (com Hesione Hushabye a Heartbreak House, o Serpent a Back to Methuselah). Quan Anthony Asquith preparava la producció de la pel·lícula Pigmalió de 1938, Shaw va suggerir que Campbell encarnés la Sra. Higgins, però ella va rebutjar el paper.
En els seus últims anys, Shaw es va negar a permetre que l'empobrida actriu publiqués o vengués cap de les seves cartes, excepte en forma molt censurada, per temor a disgustar la seva esposa, Charlotte Payne-Townshend, i al dany que aquesta correspondència podia fer a la seva imatge pública. La major part de les cartes no es van publicar fins al 1952, dos anys després de la mort de Shaw.